# گارکو
گارکو (به لاتین: Garco) یک شهرک در جمهوری خلق چین است که در Shuanghu County واقع شده‌است. گارکو
- نفر جمعیت دارد.